# Петрушин, Иван Антонович
Ива́н Анто́нович Петру́шин (1915, д. Мостечня, Орловская губерния — 22 февраля 1940, вблизи деревни Восточный Ильвес, Выборгская губерния) — политический руководитель роты 541-го стрелкового полка 136-й стрелковой дивизии 13-й армии Северо-Западного фронта, младший политрук, Герой Советского Союза.

## Биография
Родился в 1915 году в семье крестьянина. Русский. Окончил Ленинградский механический техникум. Работал на заводе в городе Ворсма Нижегородской области.
В Красной Армии с 1939 года. Окончил военно-политическое училище. Участник советско-финской войны 1939—1940 годов.
Младший политрук Иван Петрушин отличился в боях на выборгском направлении в период с 23 декабря 1939 года по 22 февраля 1940 года. В ответственный момент боя И. А. Петрушин лично из 76-миллиметровой пушки отбил контратаку противника, нанеся ему значительный урон в живой силе.
В ночь на 22 февраля 1940 года в бою у деревни Восточный Ильвес политрук И. А. Петрушин с группой бойцов захватил вражеский дзот, а четыре других взорвал, создав благоприятные условия для наступления стрелковых подразделений. Погиб в этом бою.
Указом Президиума Верховного Совета СССР от 7 апреля 1940 года за образцовое выполнение боевых заданий командования на фронте борьбы с финской белогвардейщиной и проявленные при этом отвагу и геройство, младшему политруку Петрушину Ивану Антоновичу посмертно присвоено звание Героя Советского Союза с вручением ордена Ленина и медали «Золотая Звезда».
Похоронен в братской могиле вблизи посёлка Вещево Выборгского района Ленинградской области.
В честь И. А. Петрушина в 1940 году была переименована улица, ранее носившая название «Очаковская» (Московский, впоследствии — Фрунзенский район, совхоз «Ударник»). Улица была упразднена в 1974 году, вошла в застройку Будапештской улицы.

## Память
- Надгробная плита на братской могиле вблизи посёлка Вещево Выборгского района Ленинградской области.